# Hypnella punctata
Hypnella punctata är en bladmossart som beskrevs av Brotherus 1907. Hypnella punctata ingår i släktet Hypnella och familjen Sematophyllaceae. Inga underarter finns listade i Catalogue of Life.